# ولیان (جانور)
ولیان (نام علمی: Arvicolinae) نام یک زیرخانواده از خانواده همسترهای دم‌کوتاه است.